# Twilight (Lied)
Twilight ist ein Lied der barbadischen Pop-Gruppe Cover Drive. Das Lied wurde von der Gruppe mit dem schwedischen Produzententeam Quiz & Larossi und Ina Wroldsen geschrieben. Es wurde erstmals am 22. Januar 2012 auf iTunes unter dem Plattenlabel Polydor Records veröffentlicht und stieg direkt nach seiner Veröffentlichung auf Platz eins der britischen Charts. Für die Gruppe wurde es der erste Nummer-eins-Hit in den britischen Charts und brachte ihr eine goldene Schallplatte. Das Lied erschien auch auf Bajan Style, dem Debütalbum der Gruppe.

## Inhalt
Das Lied beschreibt ein Hingezogensein zu einer Person, besonders wenn die Dämmerung anbricht.

## Musikvideo
Ein Musikvideo wurde am 25. November 2011 auf Youtube veröffentlicht. Es hat eine Länge von drei Minuten und 34 Sekunden. Es zeigt die Bandmitglieder scheinbar Zuhause auf Barbados. Auffallend sind Tanzeinlagen an alltäglichen Orten wie dem Supermarkt oder dem Waschsalon. Gegengeschnitten sind Aufnahmen der Gruppe beim Musizieren.

## Chartplatzierungen
| Charts                 | Höchstplatzierung |
| ---------------------- | ----------------- |
| Vereinigtes Königreich | 1                 |